# Slag bij Magersfontein
De Slag bij Magersfontein in Zuid-Afrika is een overwinning voor de Boeren tijdens de Tweede Boerenoorlog. Het is een van de drie Britse nederlagen tijdens deze oorlog (samen met Colenso en Stormberg) binnen een week. In Groot-Brittannië stond deze week bekend als de Zwarte Week.

## Aanleiding van het gevecht
Deze confrontatie volgde op de acties in Belmont en Graspan, waar de Boeren hun traditionele tactiek gebruikten om posities in te nemen op de hoogtes (kopjes), maar dit leidde tot nederlagen. Generaal de la Rey (die betrokken was bij de planning van Magersfontein) trok de conclusie dat de hoge grond de aanval bevoordeelde omdat de kopjes een duidelijk doelwit waren voor artillerie en het moeilijker was om vanaf de top om de vijand te raken als hij eenmaal de voet van de heuvel bereikt had. 
De la Rey paste deze lessen toe door zijn volgende verdedigingslinie te kiezen bij de samenvloeiing van de Modder- en Rietrivier (Slag bij de Twee Rivieren). Hier groeven de Boeren zich in, met loopgraven en schuilplaatsen ongeveer 50 tot 100 meter aan weerszijde van de rivier. Tijdens de strijd op 28 november leden Britse troepen zware verliezen tegen de troepen van de la Rey, maar generaal Piet Cronjé had de rechterflank van de verdedigingslinie overgelaten aan troepen onder Prinsloo die nog niet hersteld waren van Belmont en Graspan. Ook werd deze flank niet gesteund door artillerie; het was voor de Britten vrij makkelijk om hier door te breken. De Boeren voelden zich gedwongen hun posities 's nachts te evacueren. De la Rey deed een beroep op Paul Kruger die president Marthinus Steyn stuurde om orde op zaken te stellen.
Tussen De la Rey en Cronjé ontstond ruzie over waar te graven en vervolgens te vechten. Deze laatste was voorstander van een verdediging bij de verder naar achter gelegen heuvels van Spytfontein, maar De la Rey was van mening dat verdedigingsposities op grondniveau bij Magersfontein effectiever zouden zijn. De la Rey betoogde dat Spytfontein te kwetsbaar was voor een Britse artillerie-aanval vanuit Magersfontein. De patstelling tussen de twee generaals werd verbroken door president Steyn, die de tactiek van de la Rey steunde tijdens een militair beraad op 4 december 1899. President Steyn onthief ook generaal Prinsloo uit functie, wiens reputatie verbonden was geraakt met nederlagen bij de vorige drie acties (het waren zijn troepen die het gat hadden laten vallen in de linie bij de Modderrivier).

## Voorbereidingen van het gevecht

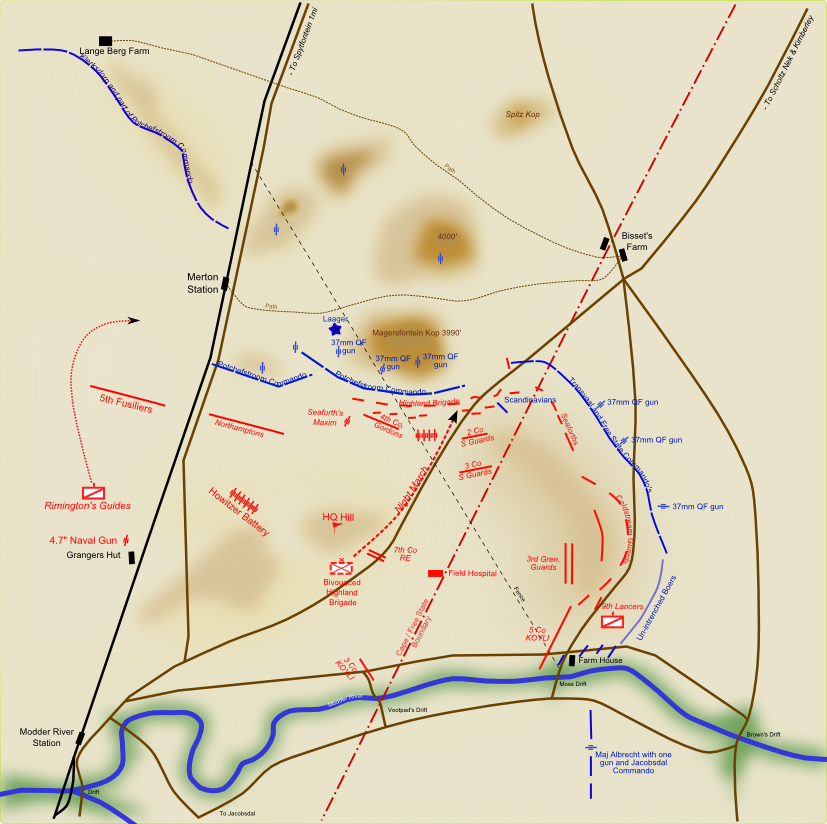
plattegrond

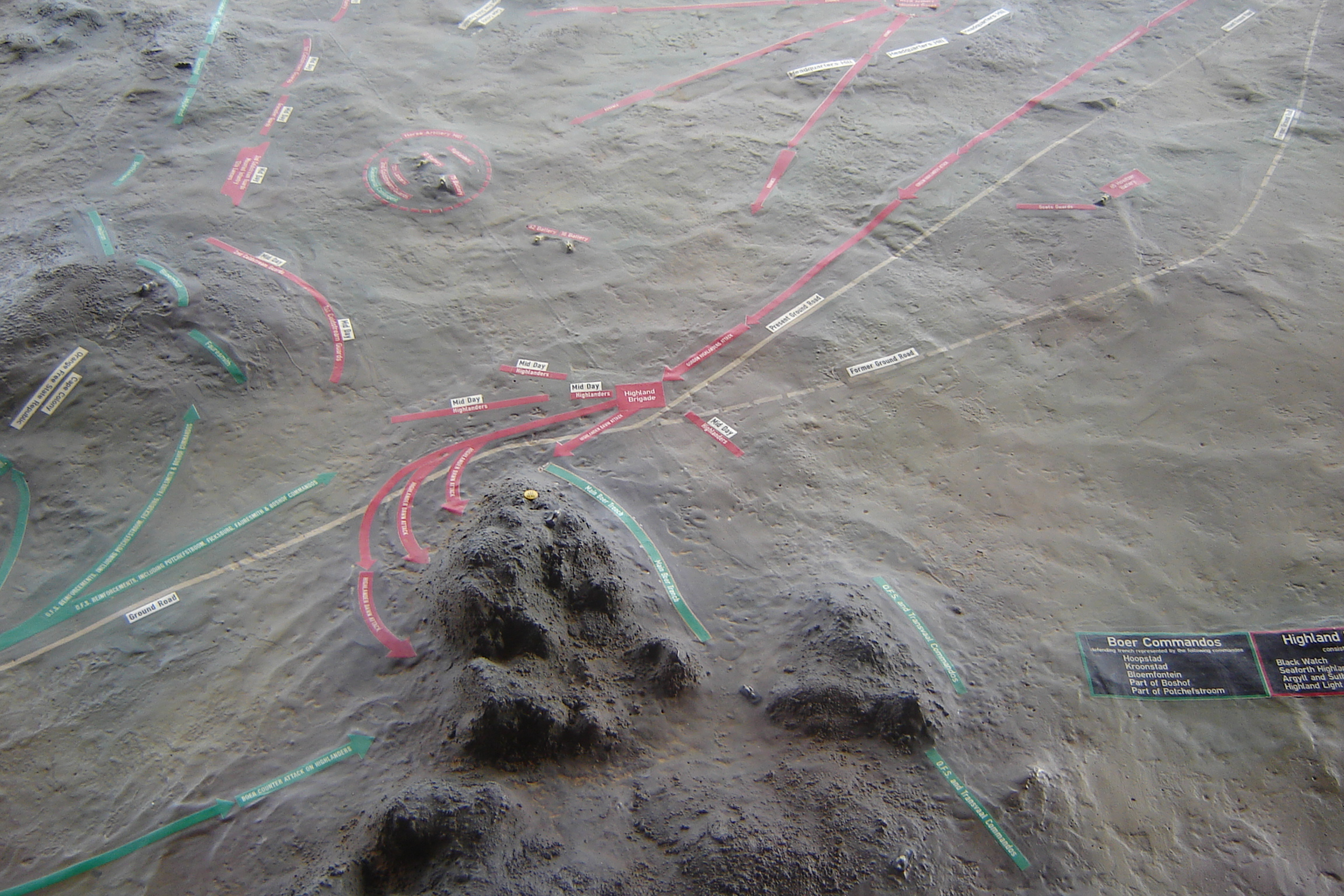
Een reliëfmodel in het Magersfonteinmuseum dat de troepenbewegingen tijdens het gevecht verduidelijkt. Uitvergroting door doorklikken. Groen: Boeren, rood: Britten

De verdedigingslinie van Boeren strekte zich uit van de westkant van de spoorlijn bij Langberg via Magersfontein naar Mossdrif aan de zuidoostkant van de Modderrivier. Sommige defensieve posities, met name op Langberg, bevonden zich op hoog terrein, maar het grootste deel op grondniveau. De verdedigende posities bestonden voornamelijk uit muren, hagen (lage stenen muren) en een enkele rij loopgraven nabij de zuidwestelijke voet van Magersfonteinkop. Er ontstond een gat in de verdedigingslinie net ten oosten van Magersfonteinkop omdat de Boeren hun troepen moesten concentreren op de meest waarschijnlijke aanvalspunten (flankaanvallen). Het Britse bombardement op Magersfonteinkop op 9 en 10 december maakte echter duidelijk dat Magersfonteinkop het middelpunt van de aanval zou zijn. Het bombardement had niet de gewenste demoraliserende impact op de Boeren omdat het voornamelijk op het kopje zelf was geconcentreerd. Er raakten slechts 3 Boeren gewond door een beschieting met liefst 31 kanonnen. 
Het aanvalsplan van Methuen werd door Wauchope in twijfel getrokken, maar hij kreeg geen steun van de andere Britse topofficieren (Carew en Colville, Polen). De Boerentroepen waren echter voorbereid en in de nacht van 10 december plaatsten ze vuurwachten voor de linie om hen te waarschuwen als een Engelse opmars zou worden waargenomen. Een van deze groepen in de voorhoede waren de Scandinavische vrijwilligers onder het commando van kapitein Johannes Flygare. Ze bemanden een observatiepost op "Horse Artillery Hill" vanwaar ze een opmars naar "Scrub Ridge" konden horen.

## De aanval
Majoor George Benson kreeg de opdracht om de Highland Brigade naar een punt ongeveer 700 meter ten zuiden van Magersfonteins te leiden. Vanuit deze locatie zouden de regimenten zich 's ochtends rond 3 uur verspreiden om een aanvalspositie in te nemen, net voor zonsopgang. Het beroemde Black Watch-regiment stond vooraan in de opmars en zou de uiterst rechtse flank van de aanval hebben gevormd, met de Seaforths aan hun linkerflank en de Argyll en Sutherland Highlanders aan de linkerkant. Drie infanterie-artilleriebatterijen en een gemonteerde artilleriebatterij zouden artillerie-ondersteuning hebben geboden. De Britse kolommen marcheerden dicht aaneengesloten in het donker om niet te verdwalen, wat resulteerde in ongeveer 3500 mannen bijeengepakt in een gebied van 40 meter diep en 160 meter breed.
Een onweersbui, gedurende die nacht, vertraagde de Britse opmars en zorgde er ook voor dat ze zich ongeveer 500 meter links van het beoogde inzetpunt bevonden. Ondanks de aanbeveling van majoor Benson aan Wauchope om de mannen zich te laten verspreiden, besloot Wauchope in gesloten formatie verder op te rukken. Zo werden zij verrast door een zee aan geweervuur, van een afstand van zo'n vierhonderd meter: gelukkig was het initiële salvo te hoog, anders had bijna niemand overleefd. De mannen zochten dekking, maar lagen daardoor de hele dag in de felle zon onder een kogelregen.
Lord Methuen wist in de loop van de dag een observatieballon te lanceren en ontdekte zo het gat in de linie. Latere geschiedschrijvers beargumenteren dat hij dus de slag alsnog had kunnen winnen met een gerichte aanval, maar in de praktijk wist hij niet hoe groot het gat was. Bovendien deden de Boeren hun best het gat te dichten. In de praktijk kwam die aanval er niet. Toen de nacht aanbrak werd geprobeerd om de diverse regimenten Highlanders zich te doen terugtrekken, maar algemene paniek brak uit, en er vielen opnieuw slachtoffers.
Kraaipan · Kimberley · Talana Hill · Elandslaagte · Ladysmith (Slag) · Ladysmith (Beleg) · Belmont · Graspan · Modderivier · Stormberg · Magersfontein · Colenso · Spionkop · Vaalkrans · Paardeberg · Boven Tugela · Ladysmith (ontzet) · Poplar Grove · Driefontein · Slag bij Sannaspos · Boshof · Mafeking · Doornkop · Fabersput · Diamond Hill · Witpoort · Elandsrivier (1) · Bergendal · Bothaville · Rhenosterkop · Leliefontein · Nooitgedacht · Helvetia · Middelfontein · Hartbeesfontein · Groenkloof · Duivelskloof · Elandsrivier (2) · Bloedrivierpoort · Bakenlaagte · Groenkop · Tweebosch · Hartrivier · Rooiwal